# Вейн Рейні
Вейн Веслі Рейні (англ. Wayne Wesley Rainey; народився 23 жовтня 1960, Дауні, Каліфорнія, США) — колишній американський мотогонщик, триразовий переможець чемпіонату світу з шосейно-кільцевих мотоперегонів MotoGP у класі 500сс (1990-1992). Його кар'єра раптово обірвалася у 1993 році, коли на Гран-Прі Італії він зазнав аварії, внаслідок якої залишився прикутим до інвалідного візка на решту життя. Після цього деякий час був власником та менеджером команди MotoGP.

## Кар'єра

### Дитинство
Вейн народився 23 жовтня 1960 року в передмісті Лос-Анджелеса місті Дауні у спортивній сім'ї. Його батько, Сенді, був гонщиком картингу. У віці 6-и років Рейні почав їздити на міні-байку Honda. В дитинстві він часто відвідував знаменитий Ascot Park, де проводились змагання по спідвею. Там його кумиром став Девід Алдана за «дикий» стиль їзди.
Також Вейн у дитинстві він займався в школі «California Superbike School», заснованій мотогонщиком і тренером з мотоспорту Кейтом Коуді.

### MotoGP

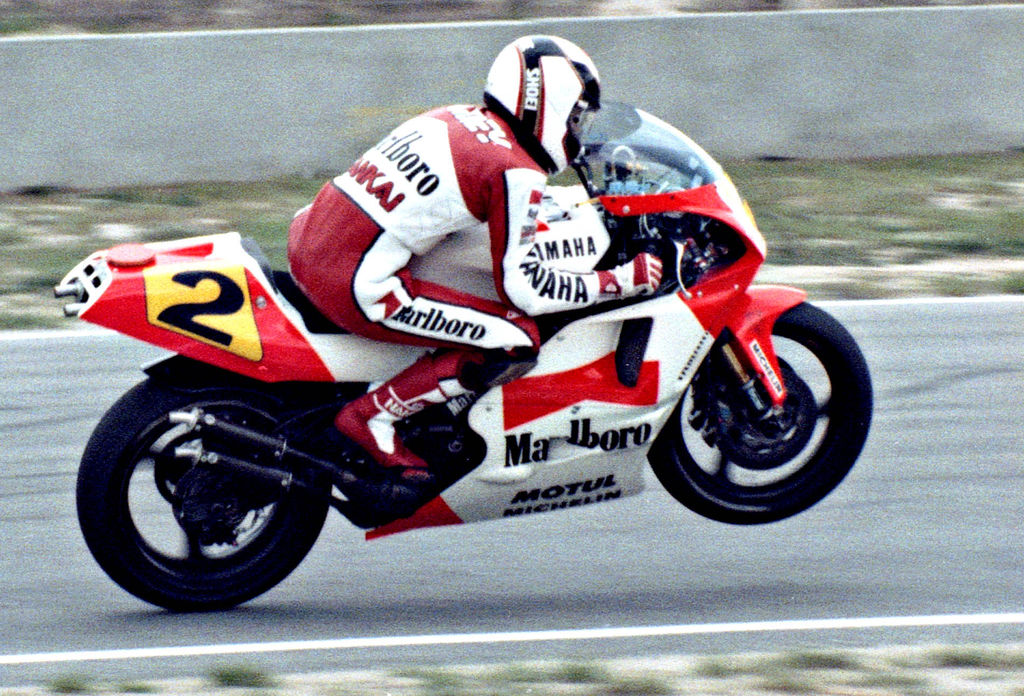
Вейн Рейні на Гран-Прі США, 1990 рік. У ті часи мотоцикл класу 500сс розвивав потужність до 180 к.с.

Виступаючи наприкінці 1980-х і початку 1990-х років, Рейні тричі виграв Гран-Прі в класі 500 куб.см, виступаючи за команду Yamaha, та один раз виграв змагання Daytona 200. Стиль його водіння характеризувався як спокійний і розважливий. Але в 1993 році, пішовши у великий відрив від переслідувачів, він потрапив в аварію на Гран-Прі Італії в Мізано і зламав собі хребет, через що опинився паралізованим.

#### 1989
Сезон ознаменувався боротьбою двох легендарних американських мотогонщиків: Вейна Рейні на Yamaha та Едді Лоусона на Honda. Рейні захопив лідерство у загальному заліку з другої гонки сезону, яке закінчилось за три гонки до завершення чемпіонату, в Швеції, коли він допустив помилку і зазнав аварії, давши Лоусону можливість відіграти відставання. Доля титулу вирішувалась у заключному Гран-Прі сезону, яке відбувалося у Гоянії в Бразилії. Лоусон виборов друге місце в боротьбі з Рейні і Кевіном Швантсом, який виграв гонку, і став чемпіоном, тоді як Рейні фінішував у гонці третім і зайняв друге місце в загальному заліку.

#### 1992
З першої гонки чемпіонату лідерство захопив австралієць Мік Дуейн на Honda. Під час практики на восьмому етапі сезону, Гран-Прі Нідерландів, він отримав серйозні травми в результаті аварії; до того часу у нього був 65-очковий відрив від Вейна Рейні, який виступав на Yamaha. Дуейн пропустив чотири гонки і до останнього етапу Рейні зміг скоротити своє відставання від лідера до двох очок. Завершальне Гран-Прі сезону відбувалось на К'яламі в Південній Африці. Незважаючи на героїчні зусилля Дуейна, який ще відчував наслідки отриманих травм, він зміг фінішувати лише шостим, тоді як Рейні закінчив гонку третім, і втретє став чемпіоном світу.
Це був перший випадок у 43-річній історії MotoGP коли чемпіоном став спортсмен, який до фінальної гонки не був лідером у загальному заліку.

### Після гонок
Вейн Рейні не здався і протягом декількох років був менеджером команди Marlboro Yamaha. У 2007 році його ввели до Міжнародної зали слави автоспорту.
У 2014 році стало відомо про наміри Вейна запустити нову серію мотогонок — «MotoAmerica», яка має стати аналогом чемпіонату MotoGP на території США та Канади. У цьому він отримав підтримку Міжнародної мотоциклетної федерації (FIM), Американської мотоциклетної асоціації (AMA) та безпосередньо Dorna Sports (промоутера MotoGP).

## Статистика виступів

### MotoGP
Система нарахування очок, яка діяла у 1969-1987 роки:
| Місце | 1  | 2  | 3  | 4 | 5 | 6 | 7 | 8 | 9 | 10 |
| Очки  | 15 | 12 | 10 | 8 | 6 | 5 | 4 | 3 | 2 | 1  |

Система нарахування очок, яка діяла у  1988-1992 роки:
| Місце | 1  | 2  | 3  | 4  | 5  | 6  | 7 | 8 | 9 | 10 | 11 | 12 | 13 | 14 | 15 |
| Очки  | 20 | 17 | 15 | 13 | 11 | 10 | 9 | 8 | 7 | 6  | 5  | 4  | 3  | 2  | 1  |

Система нарахування очок, яка діяла з 1993 року:
| Місце | 1  | 2  | 3  | 4  | 5  | 6  | 7 | 8 | 9 | 10 | 11 | 12 | 13 | 14 | 15 |
| Очки  | 25 | 20 | 16 | 13 | 11 | 10 | 9 | 8 | 7 | 6  | 5  | 4  | 3  | 2  | 1  |

#### В розрізі сезонів
| Сезон  | Клас   | Мотоцикл | Гонки | Пер | Под | ПП   | Очки | Місце |
| ------ | ------ | -------- | ----- | --- | --- | ---- | ---- | ----- |
| 1984   | 250cc  | Yamaha   | 12    | 0   | 1   | 1    | 29   | 8     |
| 1988   | 500сс  | Yamaha   | 15    | 1   | 7   | 1    | 189  | 3     |
| 1989   | 500сс  | Yamaha   | 15    | 3   | 13  | 4    | 210  | 2     |
| 1990   | 500сс  | Yamaha   | 15    | 7   | 14  | 3    | 255  | 1     |
| 1991   | 500сс  | Yamaha   | 14    | 6   | 13  | 6    | 233  | 1     |
| 1992   | 500сс  | Yamaha   | 12    | 3   | 8   | 0    | 140  | 1     |
| 1992   | 500сс  | Yamaha   | 12    | 4   | 9   | 1    | 214  | 2     |
| Всього | Всього | Всього   | 95    | 24  | 65  | 1270 |      |       |

## Цікаві факти
- Вейн Рейні у своїй кар'єрі в «королівському класі» MotoGP стартував у 83 гонках, 64 з них закінчив на подіумі, що становить 77,1%. За цим показником він є найкращим гонщиком за весь час проведення змагань.[5]
- Іменем Вейна Рейні названо поворот №9 на трасі Лагуна Сека[6]